# KV63
KV63 (Kings’ Valley no. 63) ist die Bezeichnung eines im ägyptischen Tal der Könige freigelegten Grabmals aus der 18. Dynastie. Die Entdeckung wird von der ägyptischen Altertümerbehörde, dem Supreme Council of Antiquities (SCA), einem US-amerikanischen Archäologenteam der University of Memphis unter der Leitung des Ägyptologen Otto Schaden zugeschrieben.
Die Anlage gilt als Depot für Einbalsamierungs- und Mumifizierungsmaterial. Die wissenschaftliche Auswertung des Grabes dauert zurzeit noch an. Die vollständige Zuordnung der in der Grabanlage gefundenen Särge und die ursprüngliche Zweckbestimmung ist insgesamt noch unklar, obwohl einige Personen teilweise identifiziert werden konnten.

## Entdeckung und Zuordnung
Die Entdeckung von KV63 stand im Zusammenhang mit dem Amenmesse Tomb Project, in dessen Rahmen Otto Schaden das in der Ägyptologie weiterhin ungeklärte Problem der Thronfolge um König Amenmesse durch das Aufspüren von Fundamenten an der Eingangsrampe von KV10 untersuchen wollte. Das Team stieß zunächst unter dem von gelegentlichen Überschwemmungen angehäuften Schutt auf 11 Arbeiterhütten aus der 19. Dynastie, zwei rechts und neun links neben dem Aufweg zu KV10, und anschließend am 10. März 2005 auf den Absatz des Zugangsschachtes zu dem bald darauf so bezeichneten Grab KV63. Da der Absatz des Schachtes wenige Tage vor dem Ende der Grabungssaison 2005 aufgefunden wurde, beschloss Schaden, die Vertiefung bis zum Beginn der Folgesaison aufzufüllen.
Die Entdeckung des Schachts wurde schließlich am 8. Februar 2006 durch den ehemaligen Vorsitzenden des ägyptischen Supreme Council of Antiquities (SCA), Zahi Hawass, offiziell verkündet. Am 5. März öffnete Schaden den mit Steinblöcken blockierten Eingang, fünf Tage später wurde die Anlage mit der Bezeichnung KV63 entsprechend der in ägyptischen Nekropolen üblichen Grabnummerierung versehen. Im Anschluss wurde das Grab im Zeitraum von März bis Juli 2006 ausgegraben.
Zwischenzeitlich konnte der Baubeginn von KV63 höchstwahrscheinlich der Regierungszeit von Amenophis III. zugeordnet werden. Im Sargdekorationsprogramm wird nur der Sonnengott (Re) erwähnt, während die traditionellen Totensprüche im Zusammenhang anderer Gottheiten fehlen; beispielsweise auch die Nennung der wichtigsten Totengottheiten Osiris und Anubis. Es wird deshalb vermutet, dass die Bestattung zwischen dem Ende der Regierungszeit von Echnaton und dem Beginn der Herrschaft von Tutanchamun erfolgte. Aus dem Bruchstück einer Inschrift geht hervor, dass in einem Sarkophag die „königliche Amme Ini“ bestattet wurde.
Das Grabungsteam fand unter anderem drei kleinere Särge, darunter einen Kindersarg, in welchem unter Kissen ein goldener Sarg lag. Es besteht daher die Möglichkeit, dass es sich um ein Kind der Königsfamilie handelte. Nähere Angaben können bislang nicht gemacht werden, da keine Mumien gefunden wurden. Nach Beginn der Sargrestaurierungen geöffnete Vorratsgefäße enthielten Holzreste, aus denen ein komplettes Bett rekonstruiert werden konnte. Es hatte eine Länge vom oberen (Kopf eines Löwen) bis zum unteren Ende von etwa 1,70 m. Das fußlose Bett lag wahrscheinlich ebenerdig und trug entweder die Mumie oder einen Sarg. Hinweise auf den zu dieser Zeit herrschenden König fehlen weiterhin.

## Lage und Architektur
Das Grab liegt an der Südseite der zentralen Straßenkreuzung der Nekropole in unmittelbarer nordöstlicher Nachbarschaft zum Eingang des Grabes KV10 (Amenmesse) und in 14,5 Meter Entfernung zum gegenüberliegenden Eingang des Grabes KV62 (Tutanchamun). KV63 besitzt im Vergleich zu den komplexen Grabanlagen in seiner Umgebung nach bisherigem Erkenntnisstand einen sehr einfachen Grundriss. Von einem 4,40 Meter tiefen, etwa 1,50 Meter langen und 1,20 Meter breiten senkrechten Schacht zweigt an dessen unterem Ende in nordwestlicher Richtung auf KV62 zu eine einzige Kammer ab. Der etwa 1,50 Meter hohe unversiegelte Zugang zu dieser Kammer war zum Entdeckungszeitpunkt mit aufeinandergeschichteten und grob behauenen Steinblöcken verschlossen. Der L-förmige, etwa 4 mal 5 Meter in der Fläche messende Raum weist keine Wanddekorationen, Pfeiler oder weitere abzweigende Korridore auf und ist nur grob in den Fels gehauen. Die Decke des Raumes, der in der hinteren rechten Ecke erweitert wurde, fällt in nordöstlicher Richtung leicht ab.

## Ausstattung
Die horizontal vom Schacht wegführende Kammer enthielt in ihrer hinteren linken Ecke insgesamt sieben anthropoide Särge („Coffin A“ – „Coffin G“), darunter der eines Kindes und eines Jugendlichen. Vier davon waren mit schwarzem Harz bedeckt, auf die anderen drei waren in Gelbtönen (die übliche Hautfarbe weiblicher Figurendarstellungen) menschliche Gesichter gemalt. Coffin G beinhaltete darüber hinaus einen 42 Zentimeter hohen und mit Blattgold versehenen Miniatursarg. Keiner der Särge enthielt eine menschliche Mumie, vielmehr waren sie mit verschiedenem Mumifizierungsmaterial und Bestattungsgegenständen wie Halsschmuck oder Kissen gefüllt. Außerdem fanden die Archäologen 28 beschriftete Tonkrüge, unter denen sich sowohl einige aus Keramik als auch aus Alabaster befanden. Die Krüge enthielten verschiedene Materialien, darunter Natron, Holz, Getreidesamen, Kohle, verschiedene Tonwaren und kleine Tierknochen. Im Durchschnitt maßen sie etwa 75 Zentimeter in der Höhe und wogen zwischen 40 und 43 Kilogramm.

## Trivia
Bei der Freilegung der Arbeiterhütten oberhalb von KV63 stieß das Team von Schaden auf eine Ausgabe der New York Times aus dem Jahr 1907, die die Forscher auf die Ausgrabung von Theodore M. Davis im Grab von Amenmesse (KV10) zurückführten.